# Elizabeth (Minnesota)
Elizabeth és una població dels Estats Units a l'estat de Minnesota. Segons el cens del 2000 tenia 172 habitants.

## Demografia
Segons el cens del 2000, Elizabeth tenia 172 habitants, 72 habitatges, i 42 famílies. La densitat de població era de 184,5 habitants per km².
Dels 72 habitatges en un 31,9% hi vivien nens de menys de 18 anys, en un 47,2% hi vivien parelles casades, en un 9,7% dones solteres, i en un 40,3% no eren unitats familiars. En el 30,6% dels habitatges hi vivien persones soles l'11,1% de les quals corresponia a persones de 65 anys o més que vivien soles. El nombre mitjà de persones vivint en cada habitatge era de 2,39 i el nombre mitjà de persones que vivien en cada família era de 3,05.
Per edats la població es repartia de la següent manera: un 26,2% tenia menys de 18 anys, un 7% entre 18 i 24, un 31,4% entre 25 i 44, un 24,4% de 45 a 60 i un 11% 65 anys o més.
L'edat mediana era de 38 anys. Per cada 100 dones de 18 o més anys hi havia 104,8 homes.
La renda mediana per habitatge era de 33.438 $ i la renda mediana per família de 38.333 $. Els homes tenien una renda mediana de 28.750 $ mentre que les dones 20.625 $. La renda per capita de la població era de 13.841 $. Entorn del 2,1% de les famílies i el 8% de la població estaven per davall del llindar de pobresa.

## Poblacions més properes
El següent diagrama mostra les poblacions més properes.